# Gérard Duroc
Gérard Christophe Michel Duroc, duque de Friuli (Pont-à-Mousson, 25 de octubre de 1772 - Bautzen, 23 de mayo de 1813) fue un general francés.

## Biografía

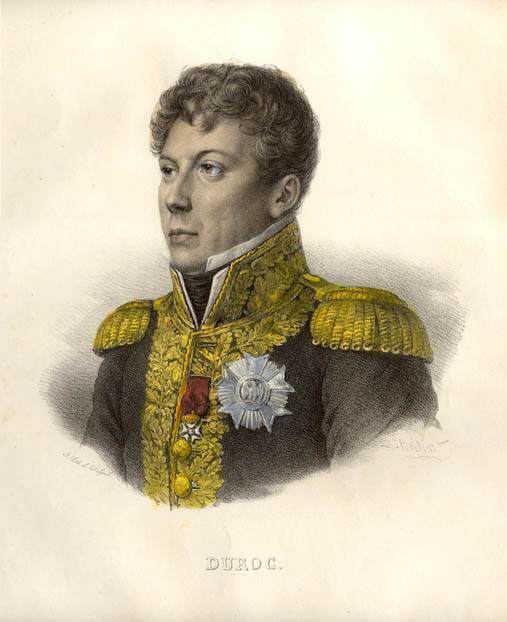
Gérard Duroc

Duroc nació en Pont-à-Mousson (Meurthe et Moselle), hijo de un oficial del ejército. Fue educado en escuelas militares en su pueblo natal y en Châlons. Fue nombrado segundo teniente de artillería en 1793, punto desde el que fue ascendió puestos continuamente. En 1796 pasó a ser ayuda de campo de Napoleón, a cuyas órdenes sirvió en Italia y Egipto. En Aboukir resultó herido de gravedad, pero se recuperó. Napoleón confiaba en él. Pasó a ser primer ayuda de campo en 1798, general de brigada en 1801 y de división en 1803. Tras la Batalla de Marengo fue enviado en misiones diplomáticas a Viena, San Petersburgo, Estocolmo y Copenhague.
Como gran mariscal del palacio de las Tullerías, era responsable de tomar las medidas necesarias para salvaguardar la seguridad personal de Napoleón, ya fuera en Francia o en sus campañas. En mayo de 1808 fue nombrado Duque de Friuli.
Contrajo matrimonio con María de las Nieves Martínez Hervás, hija de José Martínez Hervás, diplomático español y banquero en París, y se convirtió en especialista en asuntos españoles, por lo que fue encargado para atender los distintos aspectos políticos de la abdicación de Carlos IV, rey de España.
En la Batalla de Austerlitz comandó a los granaderos en ausencia del General Oudinot. Tras esta batalla participó en las negociaciones con Federico Guillermo III de Prusia sobre la incorporación de algunos Estados a la Confederación del Rin, y sobre el armisticio de Znaim. Tras la campaña rusa fue hecho senador (1813).
Napoleón le dijo a Las Cases que Duroc era la única persona en la que confiaba por completo.
En la Batalla de Bautzen (20-21 de mayo de 1813) resultó herido en el abdomen por una granada de artillería y murió en una granja junto al campo de batalla el 23 de mayo. Napoleón compró la granja y erigió un monumento en su memoria, con la siguiente inscripción:
«Aquí el general Duroc, Duque de Friul, Gran Mariscal del Palacio del Emperador Napoleón, herido gloriosamente por una granada enemiga, murió entre los brazos de su amigo el Emperador».
Fue enterrado en Los Inválidos en 1847.

## Homenaje
La estación de metro Duroc del metro de París lleva su nombre.